# Sophene

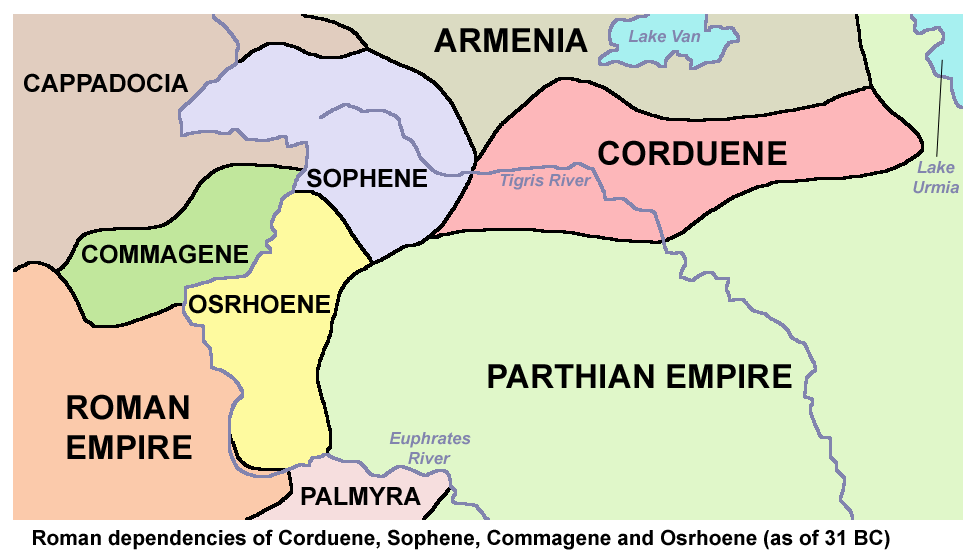
Sophene 31 f. Kr.

Sophene (armeniska: Ծոփք, svenska: Fjärde Armenien), var en romersk provins i det som idag motsvarar östra Turkiet. Riket var dessförinnan en del av det forntida riket Urartu fram till ungefär 600 f. Kr., då det införlivades i det dåtida Armenien.
Sophene blev romersk provins 189 f. Kr. när Artaxias I och Zariadres efter slaget vid Magnesia förklarade området för fritt. Huvudstad i Sophene var först Carcathiocerta och senare Arshamashat. Området förblev romersk provins fram till 530 e. Kr., när det införlivades i det dåtida Armenien.
Enligt den armeniske geografen Anania Shirakatsis världsatlas Ashkharatsuyts från 700-talet var Tsopk (dåtida namn på Sophene) näst störst av de femton provinserna i Armenien. Det bestod av åtta kantoner, gavar:
- Khordzyan
- Hashtyank
- Paghnatun
- Balahovit
- Tsopk Shahunyats
- Andzit
- Degik
- Gavrek